# دهستان نورآباد (دلفان)
دهستان نورآباد نام دهستانی در بخش مرکزی شهرستان دلفان، استان لرستان در ایران است.

## موقعیت
...

## جمعیت
براساس سرشماری مرکز آمار ایران در سال ۱۳۸۵، جمعیت آن ۹۹۲۱ نفر (۲۰۷۸ خانوار) بوده‌است.